# Ernst Salfeld
Ernst Salfeld (* 23. Mai 1871 in Güstrow; † 13. Mai 1932 in Braunschweig) war ein deutscher Manager und Politiker.

## Leben
Salfeld war Direktor und Vorstandsmitglied der Elektrizitätswerke und Straßenbahn Braunschweig AG.
Salfeld wurde im Juni 1920 über das Wahlbündnis Braunschweigischer Landeswahlverband als Abgeordneter in den Braunschweigischen Landtag gewählt. Der Landeswahlverband bildete bis zu seiner Auflösung im Mai 1922 eine eigene Fraktion. Bis zu seiner Mandatsniederlegung am 21. Mai 1924 war Salfeld Angehöriger der Fraktion DVP und Wirtschaftsverband (DVP/WV).